# Čeľadince
Čeľadince (Hongaars: Családka) is een Slowaakse gemeente in de regio Nitra, en maakt deel uit van het district Topoľčany.
Čeľadince telt 469 inwoners.